# فاسيلي ليفيت
فاسيلي ليفيت (مواليد 24 فبراير 1988) هو ملاكم كازاخستاني، مثّل بلاده في الألعاب الأولمبية الصيفية 2016 وحقق الميدالية الفضية في فئة الوزن الثقيل.

## روابط خارجية
- فاسيلي ليفيت على موقع IMDb (الإنجليزية)

فاسيلي ليفيت على موقع بوكس ريك (الإنجليزية) (registration required)
- فاسيلي ليفيت على موقع اللجنة الأولمبية الدولية (الإنجليزية)
- فاسيلي ليفيت على موقع أوليمبيديا (الإنجليزية)